# Nobelit
Nobelit – francuski przemysłowy materiał wybuchowy, mieszanina 60% azotanu sodu, 20% nitrogliceryny, 14% nitrozwiązków aromatycznych, 4,4% stałych materiałów pędnych i 1,6% nitrocelulozy.
Właściwości:
- prędkość detonacji – 6200 m/s (przy gęstości 1,32 g/cm³)
- ciepło wybuchu – 4200 kJ/kg
- objętość właściwa gazów wybuchowych – 459 dm³/kg